# Beth Beglin
Beth Beglin, född den 2 april 1957 i Teaneck, USA, är en amerikansk landhockeyspelare.
Hon tog OS-brons i damernas landhockeyturnering i samband med de olympiska landhockeytävlingarna 1984 i Los Angeles.